# Каза Монаке (Пескара)
Каза Монаке (итал. Casa Monache) је насеље у Италији у округу Пескара, региону Абруцо.
Према процени из 2011. у насељу је живело 7 становника. Насеље се налази на надморској висини од 648 м.